# 1-Chlor-2-methylpropan
1-Chlor-2-methylpropan (auch Isobutylchlorid) ist eine chemische Verbindung aus der Gruppe der gesättigten Chlorkohlenwasserstoffe und eines der isomeren Butylchloride.

## Gewinnung und Darstellung
1-Chlor-2-methylpropan kann durch Chlorierung von Isobutan gewonnen werden, wobei ein Gemisch mit tert-Butylchlorid entsteht. Das Verhältnis der beiden Verbindungen hängt von der Temperatur ab. So entsteht bei Raumtemperatur 64 % 1-Chlor-2-methylpropan, bei 600 °C sind es 80 %.
Isomerenfrei wird es unter milden Bedingungen erhalten durch Reaktion von 2-Methyl-1-propanol mit Triphenylphosphindichlorid.

## Eigenschaften
1-Chlor-2-methylpropan ist eine leicht flüchtige, farblose Flüssigkeit mit charakteristischem Geruch, die praktisch unlöslich in Wasser ist.

## Verwendung
1-Chlor-2-methylpropan wird als Zwischenprodukt in der organischen Chemie (zum Beispiel zur Herstellung von Methacrylnitril) verwendet.

## Sicherheitshinweise
Die Dämpfe von 1-Chlor-2-methylpropan können mit Luft ein explosionsfähiges Gemisch (Flammpunkt ca. −21 °C, Zündtemperatur 395 °C) bilden.